# Yumi Tomei
Yumi Tomei (1 de junho de 1972) é uma ex-futebolista japonesa que atuava como defensora.

## Carreira
Yumi Tomei representou a Seleção Japonesa de Futebol Feminino, nas Olimpíadas de 1996, Tomei marcou um contra a favor da Alemanha no torneio.